# 袁永熹
袁永熹（1906年—1995年）又名袁淑惠，贵州修文人。是中華民國外交家葉公超妻子。

## 生平
1906出生，其父袁祚廙清末曾入袁世凯的幕僚。燕京大学物理系毕业，被誉为燕京的“校花”。1931年6月30日，與清华大学教授叶公超結婚，婚姻不甚美滿。在西南聯合大學時期，吴宓常去葉公超家裡吃飯，親見兩人吵架，《吴宓日记》多次提及袁永熹。抗日战争爆发后，携及子女移居美国，在美国加州大学从事研究工作。1981年，叶公超在台北去世，袁永熹没有赶回告别，僅献上挽联：“烽火结鸳盟治学成家心虚安危轻叙别；丹青遗史迹幽兰秀竹泪痕深浅尽纵横。”
1995年在加州去世。